# Božena Viková-Kunětická

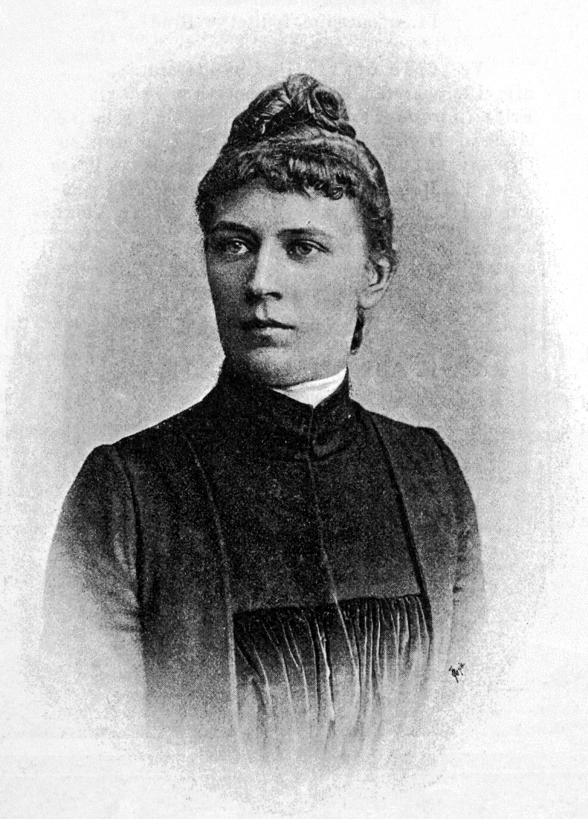
Božena Viková-Kunětická (1890)

Božena Viková-Kunětická (geboren 30. Juli 1862 in Pardubitz, Kaisertum Österreich; gestorben 18. März 1934 in Libočany) war eine tschechoslowakische Schriftstellerin und Politikerin der Československá národní demokracie (ČsND, Tschechoslowakische Nationaldemokratische Partei).
Im Jahr 1912 wurde sie als erste Frau in den Böhmischen Landtag gewählt.

## Leben
Božena Novotná wurde am 30. Juli 1862 in Pardubitz (Pardubice) geboren. Ihr Vater war Getreidehändler. Nach ihrer Schulausbildung nahm sie Schauspielunterricht bei Otilia Sklenářová-Malé. Nach dem Brand des Nationaltheaters erhielt Novotná 1881 erste Rollen am Tschechischen Interimstheater.
Novotná verließ jedoch bald das Theater und heiratete Joseph Vik, der bei einer Zuckerfabrik angestellt war. Sie lebten in Uhříněves und Český Brod bei Prag. Das Paar bekam drei Kinder, die beiden Söhne starben als Kleinkinder an Diphtherie. Noch in den 1880er Jahren begann Viková Kurzgeschichten, Romane, Theaterstücke und Gedichte zu veröffentlichen. Unter verschiedenen Pseudonymen schrieb sie über das Leben in Provinzstädten und auf dem Land.
Viková-Kunětick beendete ihre literarische Arbeit Anfang der 1910er Jahre, als sie sich zunehmend mit Politik und Gesellschaft beschäftigte. – Zitat: Im Moment, vielleicht dem markantesten in meinem Leben, hatte ich das Gefühl, dass ich das erste Frauenmandat gewinnen würde. Aber ich habe den Weg zur Literatur verloren und werde ihn nie wiederfinden, obwohl ich ihn in stillen Momenten meines Lebens vermisse.
Nach dem Ausstieg aus der Politik verbrachte sie die letzten zwölf Jahre im Dorf Libočany. Božena Viková-Kunětická starb dort am 18. März 1934 bei ihrer Tochter Vlasta. Im selben Jahr veröffentlichte Jaroslav Voborník ihre Biographie.

## Literarisches Schaffen
Viková-Kunětickás Werk umfasst Kurzgeschichten, Novellen, Romane, Lyrik und Theaterstücke. Unter dem Pseudonym Kunětická begann sie ab 1881 öffentlich zu publizieren. Anfangs schrieb sie romantische Geschichten, die beispielsweise in den Zeitschriften Lumír oder Květy veröffentlicht wurden. Später legt sie ihren Schwerpunkt auf Arbeiten größeren Umfangs, in denen sie sich mehr auf die Persönlichkeit der Frau und das Geschlechterverhältnis konzentrierte. Die Romane beschäftigten sich mit aktuellen Themen der Zeit, waren aber oftmals recht untypisch. Im Roman Medřická schilderte Viková-Kunětická die Geschichte einer jungen Lehrerin aus einem Bergdorf, die sich für eine freie Mutterschaft entscheidet.
Ihre Werke waren künstlerisch nicht überragend, aber neu und originell. Viková-Kunětická hatte unkonventionelle Ansichten, die im Laufe der Zeit radikaler wurden. Anerkennung fand sie auch im Ausland.
Das Literarische Archiv des Landes (Literární archiv Památníku národního písemnictví – LA PNP) bewahrt ihren Nachlass an Korrespondenz, Manuskripten, Reden und Erinnerungen auf.

## Politik
In Cisleithanien erhielt Böhmen und Mähren im Jahr 1907 ein Zensuswahlrecht, das Frauen weiterhin verwehrt blieb. Im 19. Jahrhundert konnte jedoch eine geringe Zahl von Frauen an Wahlen teilnehmen. Beispielsweise konnten Frauen aus der Großgrundbesitzerkurie über einen Bevollmächtigten für den kaiserlichen Rat stimmen. Marie Tůmová und Františka Plamínková hatten 1903 in Prag den Tschechischen Frauenverein (Ženský klub český) gegründet und agitierten für die Aufstellung von Frauen bei Lokal- und Regionalwahlen. Im Jahr 1908 und 1909 scheiterte Tůmová bei zwei Kandidaturen, konnte aber Achtungserfolge bei den Stimmen einfahren.
Eine weitere Gelegenheit bot sich 1912 bei den Nachwahlen zum Böhmischen Landtag im Bezirk Mladá Boleslav-Nymburk. Im Dezember wurde Viková-Kunětická im zweiten Wahlgang für die Jungtschechische Partei (Národní strana svobodomyslná) gewählt. Sie wäre die erste Frau und Volksvertreterin in Mitteleuropa und im tschechischen Parlament gewesen. Franz Fürst von Thun verweigerte die Beitrittserlaubnis und annullierte das Wahlergebnis. Die Versammlung trat wegen deutsch-tschechischer Streitigkeiten nicht zusammen und wurde im Juli 1913 aufgelöst. Tschechen und die ausländische Presse nahmen sie weiterhin als gewählte Abgeordnete wahr. Nach ihrer Wahl hielt Viková-Kunětická eine Reihe von Reden im In- und Ausland. Sie galt als eine hervorragende Rednerin und die tschechische Frauenbewegung gewann nationale und internationale Anerkennung.
Nach Gründung der Tschechoslowakei 1918 erhielten die Frauen das aktive und passive Wahlrecht. Viková-Kunětická kandidierte auf der Liste der Nationaldemokratischen Partei (ČsND) und wurde gewählt. Sie gehörte von 1919 bis 1920 zu den ersten Frauen in der Revolutionären Nationalversammlung. Nach Turnovska bewertete sie ihr Mandat aus nationaler Sicht und verstand es als Protest gegen die Regierung von Österreich-Ungarn, die tschechische Frauen von der Teilnahme an der Politik abhielt. Im Dezember 1918 reichte sie einen Vorschlag für die Einrichtung eines Frauenhilfebüros ein, um alle Einrichtungen zum Schutz von Frauen zu registrieren und die Einrichtung einer Beratung für Frauen in Familien- und Beschäftigungsfragen zu unterstützen.
In den Jahren 1920 und 1925 kandidierte Viková-Kunětická erfolglos für das Oberhaus der Nationalversammlung. Nach dem Ausscheiden von Jan Herben war sie 1925 für einen Monat Senatorin im ersten Senat der Nationalversammlung (Amtsperiode 1920–1925). Viková-Kunětická ging dann in den Ruhestand und gab 1926 den Vorsitz der Frauenorganisation ihrer Partei ab.
Viková-Kunětickás politische Positionen sind umstritten. Sie war eine treue Anhängerin des nationalkonservativen Politikers Karel Kramář. Ihre Ansichten waren radikal und sie galt als nationalistisch, antideutsch und antisemitisch. Viková-Kunětická hat ihren Hass auf Juden und Staatspräsident Masaryk nicht verheimlicht und sympathisierte mit dem Faschismus.
Viková-Kunětická positionierte sich eher gegen die seinerzeitige Frauenbewegung und schuf ihr eigenes Wertesystem. Sie sah in der Mutterschaft eine göttliche Mission und gleichzeitig die Pflicht einer Frau gegenüber der Nation. In ihren literarischen Arbeiten verteidigte sie die freie Liebe. Ihre Ansichten waren oft sehr theoretisch und blieben manchmal ziemlich vage.

## Ehrungen
Im Jahr 1927 wurde Božena Viková-Kunětická mit Eliška Krásnohorská zum Mitglied der Tschechischen Akademie der Wissenschaften und Künste ernannt. Sie gehörten zu den ersten Frauen, die diese Auszeichnung erhielten.
In Žatec (Saaz) wurde eine Straße nach ihr benannt.

## Werke (Auswahl)

### Kurzgeschichten
- Povídky (1887)
- Drobné povídky (1888)
- Čtyři povídky (1890)
- Po svatbě (1892)
- Nové povídky (1892)
- Vdova po chirurgovi (1893)
- Idylky (1894)
- Silhouetty mužů (1899)
- Staří mládenci a jiné povídky (1901)
- Macecha a jiné črty (1902)

### Romane und Novellen
- Justyna Holdanová (1892)
- Minulost (1895)
- Medřická (1897)
- Vzpoura (1901)
- Pán (1905)

### Lyrik
- Má lásko (1908; Pseudonym: Ignota)

### Bühnenstücke
Komödien
- Sběratelka starožitností (1890)
- Neznámá pevnina (1899)
- Dospělé děti (1909)
- Reprezentantka domu (1911)

Sonstige
- V bludišti (1890)
- V jařmu (1897)
- Co bylo (1902)
- Holčička (1905)
- Lidé (1909)

### Vorträge, Essays und Studien
- Švýcarské scenerie (Reisebilder, 1902)
- Věřím (Spiritistische Betrachtungen, 1908)
- Dobytí severu (1912)
- Dál ! (Vorträge 1912)
- Vyznání (Studien, 1919)
- Před lety (1920)
- Sebrané spisy (Gesammelte Schriften in fünf Bänden, 1919–1922)